# بدوکی غوسیان
بدوکی غوسیان (به انگلیسی: Baddoki Gosaian) یک روستا در پاکستان است که در پنجاب واقع شده‌است.